# Pikroriza
Pikroriza (lat. Picrorhiza),  maleni biljni rod iz porodice Plantaginaceae Sastoji se od 4 vrste azijskih trajnica raširenih na HimalajamaGaertn.. Rod je smješten u tribus Veroniceae.

## Etimologija
Ime Picrorhiza potječe od grčkih riječi 'picro' i 'rhiza' što znači gorki korijen i koristi se u domaćoj medicini. 

## Opis
Picrorhiza je mali rod koji je nekada pripada porodici Scrophulariaceae, imo je izvorno dvije vrste, P. kurroa Royle ex Benth i P. Scorophulariiflora Pennell. Vrsta P. kurroa je osjetljiva, višegodišnja ljekovita biljka rasprostranjena u alpskom području. Biljka raste u himalajskom području u vlažnim pukotinama stijena kao i u organskim tlima. Obično raste na liticama i neravnim planinama. Uglavnom ga ima u izobilju u himalajskoj provinciji, tj. od Garhwala do Butana, sjeverne Burme, zapadne Kine i jugoistočnog Tibeta. Vrsta se nalazi u velikim količinama na velikim nadmorskim visinama u rasponu od 3000 do 5000 m. Korijeni P. kurroa su nesavitljivi, dugi gotovo 6-10 inča, puzavi i gorkog okusa. Listovi su ovalni, 2-4 inča dugi, s oštrim vrhom ili nazubljeni. Cvjetovi su blijedoljubičaste ili bijele boje, nalaze se na dugom klasu. Nadalje, plod je dug oko ½ inča i ovalnog je oblika. P. Scorophulariiflora je vrsta koja se nalazi u vlažnim istočnim Himalajama i ima kratke prašnike i dvousni vjenčić, čija je gornja usna duža, a donja se sastoji od tri kraća režnja, dok P. Kurroa ima duge prašnike s kratkim vjenčićem i pet približno jednakih režnjeva.

## Vrste
1. Picrorhiza kurroa Royle ex Benth.
2. Picrorhiza minima (R.R.Mill) comb.ined.
3. Picrorhiza scrophulariiflora Pennell
4. Picrorhiza tungnathii Pusalkar